# Jorge Casillas
Jorge Alfredo Casillas González (Aguascalientes, 15 de agosto de 1990), más conocido como el "Pocholo", es un baloncestista profesional mexicano que juega actualmente en los Gallos de Aguascalientes del Circuito de Baloncesto del Pacífico y se desempeña en la posición de Alero.

## Trayectoria deportiva

### LNBP (Liga Nacional de Baloncesto Profesional de México)
Comenzó a jugar baloncesto durante la temporada 2008-2009 con las Panteras de Aguascalientes en la LNBP.
Siempre ha jugado para el club hidrocálido en la LNBP con excepción en la temporada 2013-2014 cuando se coronó con los Halcones Rojos Veracruz.
El 15 de octubre de 2021 se incorpora a Plateros de Fresnillo para jugar la recta final de la temporada 2021 siendo su tercer equipo en la LNBP.
El 1° de agosto de 2023 es anunciado su regreso a Panteras de Aguascalientes.

### CIBACOPA (Circuito de Baloncesto de la Costa del Pacífico)
Fue campeón del CIBACOPA 2009 con los Mineros de Cananea y no solo quedó campeón ya que también se le fue entregado el reconocimiento del Novato del Año.
Las siguientes 2 temporadas vuelve a llegar a la final con los Mineros de Cananea, logrando el subcampeonato en la temporada CIBACOPA 2010 y nuevamente siendo campeón en CIBACOPA 2011.
Una vez más vuelve a ser campeón del CIBACOPA 2016 pero ahora con los Náuticos de Mazatlán.
Ha militado en los Caballeros de Culiacán y en los Gigantes de Jalisco.
Para el 2020 regresa a Mazatlán con los Venados de Mazatlán.

### LBE (Liga de Básquetbol Estatal de Chihuahua)
Para la temporada 2022 regresa con los Manzaneros de Cuauhtémoc en la LBE.

### CIBAPAC (Circuito de Baloncesto del Pacífico)
En 2025 se une a los Gallos de Aguascalientes en el Circuito de Baloncesto del Pacífico (CIBAPAC).

## Selección nacional

### Categorías inferiores
Fue seleccionado en el Campeonato FIBA Américas Sub-18 de 2008.

### Selección mayor
Fue llamado para ganarse un lugar en la escuadra de doce jugadores que estarían en los Juegos Panamericanos de Toronto 2015

## Distinciones individuales
| Premio                      | Año  |
| --------------------------- | ---- |
| Novato del año del CIBACOPA | 2009 |